# 미국의 MD와 DO 비교
미국의 대부분의 의사는 의무박사 학위(MD) 또는 정골의학 박사 학위(DO)를 보유하고 있다. MD를 수여하는 기관은 의학교육 연락위원회(LCME)의 인증을 받았다. DO를 수여하는 기관은 정골의학 대학 인증 위원회(COCA)의 인증을 받았다. 세계 의과대학 목록(World Directory of Medical Schools)에는 LCME 공인 MD 프로그램과 COCA 공인 DO 프로그램이 모두 미국 의과대학으로 나열되어 있다. 해외 훈련을 받은 접골사는 DO 학위를 보유하지 않으며 미국이나 다른 관할권에서 의사로 인정되지 않는다.
MD 및 DO 부여 학교의 커리큘럼과 교과 과정은 DO 부여 학교에서만 가르치는 정골의학 수기 의학(osteopathic manipulative medicine, OMM)을 추가하는 것 외에는 사실상 구별할 수 없다. OMM 치료법 중 하나인 두개천골 치료(craniosacral therapy)는 그 효능과 치료 가치에 대해 비판을 받아왔다.

## 같이 보기
- 정골요법(osteopathy)
- 정골 의무 박사(Doctor of Osteopathic Medicine)
- 미국의 정골 의학